# Odprto prvenstvo Avstralije 1993
Odprto prvenstvo Avstralije 1993 je teniški turnir, ki je potekal med 18. in 31. januarjem 1993 v Melbournu.

## Moški posamično
Jim Courier :  Stefan Edberg 6–2, 6–1, 2–6, 7–5

## Ženske posamično
Monica Seleš :  Steffi Graf 4–6, 6–3, 6–2

## Moške dvojice
Danie Visser /  Laurie Warder :  John Fitzgerald /  Anders Järryd 6–4, 6–3, 6–4

## Ženske dvojice
Gigi Fernández /  Natalija Zverjeva :  Pam Shriver /  Elizabeth Smylie 6–4, 6–3

## Mešane dvojice
Arantxa Sánchez Vicario /  Todd Woodbridge :  Zina Garrison-Jackson /  Rick Leach 7–5, 6–4